# Rhodèsia del Nord-oest
Rhodèsia del Nord-oest (o Nord-occidental) o Barotseland-Rhodèsia del Nord-oest (o Nord-occidental) fou un protectorat britànic a l'Àfrica central meridional que es va formar de fet el 1897 i de iure el 1900. El formaven la part nord-oest de Rhodèsia i el regne de Barotselàndia.
El protectorat va ser administrat sota carta reial per la Companyia Britànica de l'Àfrica del Sud. Era el més gran dels tres protectorats coneguts col·loquialment com les tres Rhodèsies sent els altres dos Rhodèsia del Nord-est i Rhodèsia del Sud. Fou unit a la Rhodèsia del Nord-est, un altre territori administrat també per la Companyia Britànica de l'Àfrica del Sud formant el protectorat de Rhodèsia del Nord el 1911.

## Història
El 1890 la Companyia Britànica de l'Àfrica del Sud va signar un tractat amb el rei Lewanika de Barotselàndia, el major dels governants tradicionals del territori dels barotse. El rei Lewanika va signar el tractat perquè tenia por d'un atac portuguès (des de Angola a l'oest) i dels Ndebele (Matabeles) a l'est i, per tant, desitjava tenir la protecció britànica.
El tractat no va conferir estat de protectorat al territori, ja que només el govern britànic podria conferir aquesta condició. No obstant això, la Companyia va donar al rei barotse protecció pel seu territori mentre l'empresa anava rebent els drets sobre els minerals del territori així com drets comercials.
El1897 Robert Coryndon, secretari privat de Cecil Rhodes, va ser enviat per Rhodes per ser el representant de la Companyia Britànica de l'Àfrica del Sud a Barotseland.[17] Al octubre de 1897 va arribar a la capital del rei Lewanika, Lealui, on va tenir una freda recepció. Lewanika inicialment no va acceptar que Coryndon podria representar tant a la Companyia Britànica de l'Àfrica del Sud com al govern de Regne Unit.
Tanmateix, el novembre de 1899 la reina Victòria va signar la Barotziland–North Weestern Rhodèsia Order in Council, 1899. Aquesta ordre reunia el Barotseland i la resta del territori britànic al nord-oest de Rhodèsia i establia un protectorat sobre tot el territori sencer que es va anomenar Barotseland-Rhodèsia del Nord-oest (o Nord-occidental). El protectorat fou benvingut pel rei Lewanika.
Sota l'Order in Council es va establir també un règim d'administració del protectorat per part de la Companyia Britànica de l'Àfrica del Sud. El protectorat va ser administrat per un Administrador designat pel Alt Comissari per Sud-àfrica. El Alt Comissari legislava per proclamació el protectorat. El protectorat va tenir capital inicial a Kalomo fins que el 1907 es va traslladar a Livingstone, i va ser dividit en nou districtes administratius.
El 18 de setembre de 1900 Coryndon, que fins aleshores exercia com a resident britànic al Barotseland, va ser nomenat com el primer Administrador. Va aguantar aquest càrrec fins a l'abril del 1907. Coryndon Va ser reemplaçat per Robert Codrington que acabava de cesar el 24 d'abril com a administrador de la Rhodèsia del Nord-est; va morir al cap d'un any el 16 de desembre de 1908. El càrrec va passar a Lawrence Aubrey Wallace que havia cessat com a administrador a Rhodèsia del Nord-est el gener de 1909. 
Quan el protectorat fou reunit al de Rhodèsia del Nord-est el 17 d'agost de 1911, l'administrador comú fou el mateix Wallace que així va reunir els dos càrrecs (havent exercit cadascun d'ells).

## Lleis
Les lleis d'Anglaterra es van aplicar al protectorat, mentre les circumstàncies locals ho permetessin. En casos civils entre nadius, les lleis natives es van aplicar mentre no fossin contràries al poder i jurisdicció de Sa Majestat Britànica. El Alt Comissari Alt va ser facultat per proporcionar l'administració de justícia. El tribunal del Administrador va ser establert, consistint en tres jutges, dels qui l'Administrador era president, i també hi va haver els tribunals dels magistrats. Les decisions d'aquests Tribunals podrien ser apel·lades al tribunal de l'Administrador. Les apel·lacions dels Tribunals de Protectorat podrien ser fetes al Tribunal Suprem de Colònia de Cap i d'allà al  Consell Privat en el Regne Unit.